# Carmen Boullosa
Carmen Boullosa Velázquez (Città del Messico, 4 settembre 1954) è una scrittrice, poetessa e drammaturga messicana, le cui opere sono state stimate da Carlos Fuentes, Elena Poniatowska e dal Publishers Weekly tra le più grandi della Letteratura messicana; ha, inoltre, una brillante carriera accademica alle spalle, avendo insegnato presso la Georgetown, la Columbia e la New York University, oltre che nel City College of New York.

## Opere

### Romanzi
- Mejor desaparece, México, D.F.: Océano, 1987.
- Antes, México, D.F.: Vuelta, 2001.
- Son vacas, somos puercos: filibusteros del mar Caribe, México, D.F.: Era, 1991.
- El médico de los piratas: bucaneros y filibusteros en el Caribe, Madrid: Ediciones Siruela, 1992.
- Llanto: novelas imposibles. México, D.F.: Era, 1992.
- La milagrosa. México, D.F.: Era, 1992.
- Duerme. Madrid: Alfaguara, 1994.
- Cielos de la tierra. México, D.F.: Alfaguara, 1997.
- Treinta años. México, D.F.: Alfaguara, 1999. English: Leaving Tabasco. Trans. Geoff Hargraves. Nueva York: Grove Press, 2001.
- De un salto descabalga la reina. Madrid: Debate, 2002.
- La otra mano de Lepanto. Madrid: Siruela, 2005.
- La novela perfecta. México, D.F.: Alfaguara, 2006.
- El velázquez de París. Madrid, Siruela, 2007.
- La virgen y el violín. Madrid, Siruela, 2008.
- El complot de los románticos. Madrid, Siruela, 2009.

### Poesie

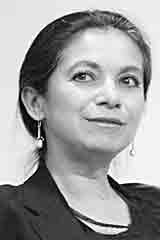
Carmen Boullosa (2006)

- El hilo olvida. México, D.F.: La Máquina de Escribir, 1979.
- Ingobernable. México, D.F.: Universidad Nacional Autónoma de México, 1979.
- Lealtad. México, D.F.: Taller Martín Pescador, 1981.
- Abierta. México, D.F.: Delegación Venustiano Carranza, 1983.
- La salvaja. México, D.F.: Taller Martín Pescador, 1988.
- Soledumbre. México, D.F.: Universidad Autónoma Metropolitana, 1992.
- Envenenada: antología personal. Caracas: Pequeña Venecia, 1993.
- Niebla. Michoacán: Taller Martín Pescador, 1997.
- La Delirios. México, D.F.: Fondo de Cultura Económica, 1998.
- Jardín Elíseo, Elyssian Garden. Trans. Psiche Hugues. Monterrey, 1999.
- Agua. Michoacán: Taller Martín Pescador, 2000.
- Salto de mantarraya. México, D.F.: Fondo de Cultura Económica, 2004.

### Teatro
- Cocinar hombres: obra de teatro íntimo. México, D.F.: Ediciones La Flor, 1985.
- Teatro herético: Propusieron a María, Cocinar hombres, Aura y las once mil vírgenes. Puebla: Universidad Autónoma de Puebla, 1987.
- Mi versión de los hechos. México, D.F.: Arte y Cultura Ediciones, 1997.
- Los Totoles. México, D.F.: Alfaguara, 2000.